# Congrés d'Arxivística i Gestió de Documents de Catalunya
El Congrés d'Arxivística i Gestió de Documents de Catalunya és un esdeveniment científic organitzat biannualment per l'Associació d'Arxivers de Catalunya des de 1987. Fins a la desena edició van ser anomenades jornades. És a partir de l'onzena edició, a La Seu d'Urgell, que la trobada científica és anomenada congrés.

## Llista dels congressos
| Any  | Títol                                                           | Seu                                       | Lema                                                                                    |
| ---- | --------------------------------------------------------------- | ----------------------------------------- | --------------------------------------------------------------------------------------- |
| 1987 | I Jornades                                                      | Ribes de Freser (Ripollès)                |                                                                                         |
| 1989 | II Jornades                                                     | Andorra la Vella (Andorra)                | Sistemes de classificació i tria i eliminació de documents.                             |
| 1991 | III Jornades                                                    | Girona (Gironès)                          | L'accés a la documentació.                                                              |
| 1993 | IV Jornades                                                     | Sabadell (Vallès Occidental)              | Informàtica i arxius.                                                                   |
| 1995 | V Jornades                                                      | Lleida (Segrià)                           | L'Arxiu com a servei: estratègies per al futur.                                         |
| 1997 | VI Jornades                                                     | Barcelona (Barcelonès)                    | V Conferència Europea d'arxius: les bases de la professió.                              |
| 1999 | VII Jornades                                                    | Vic (Osona)                               | Arxivant bytes.                                                                         |
| 2001 | VIII Jornades                                                   | Tortosa (Baix Ebre)                       | La descripció arxivística: noves tecnologies, noves eines?                              |
| 2003 | IX Jornades                                                     | Roses (Alt Empordà)                       | Del continent al document: estratègies per a una política de preservació i conservació. |
| 2005 | X Jornades                                                      | Terrassa (Vallès Occidental)              | Els arxivers com (ens) comuniquem?                                                      |
| 2007 | XIè Congrés d'Arxivística i Gestió de Documents de Catalunya    | La Seu d'Urgell (Alt Urgell)              | Innovació i desenvolupament professional.                                               |
| 2009 | XIIè Congrés d'Arxivística i Gestió de Documents de Catalunya   | Tarragona (Tarragonès)                    | L'accés als arxius: protecció i dret a la informació.                                   |
| 2011 | XIIIè Congrés d'Arxivística i Gestió de Documents de Catalunya  | Lloret de Mar (Selva)                     | Arxivers. Ens reinventem?                                                               |
| 2013 | XIVè Congrés d'Arxivística i Gestió de Documents de Catalunya   | Barcelona (Barcelonès)                    | Arxius, identitat i Estat.                                                              |
| 2015 | XV Jornades                                                     | Lleida (Segrià)                           | Preservació digital: accés Permanent.                                                   |
| 2017 | XVIè Congrés d'Arxivística i Gestió de Documents de Catalunya   | Reus (Baix Camp)                          | La gestió documental: El futur (és) ara!                                                |
| 2019 | XVIIè Congrés d'Arxivística i Gestió de Documents de Catalunya  | Sant Feliu de Guíxols (Baix Empordà)      | L'arxiu social: de servei a comunitat.                                                  |
| 2021 | XVIIIè Congrés d'Arxivística i Gestió de Documents de Catalunya | Virtual                                   | El Preu de l’Ambició. Arxius, Govern de la Dada i Confiança Social.                     |
| 2023 | XIXè Congrés d'Arxivística i Gestió de Documents de Catalunya   | Sant Cugat del Vallès (Vallès Occidental) | Dades en acció: de la modelització a l'explotació.                                      |